# George Arthur Philbrick
George Arthur Philbrick (* 5. Januar 1913 in Belmont, Massachusetts; † 1974 in Cape Cod, Massachusetts), bekannt auch als George A. Philbrick, war ein Pionier und Elektronikentwickler der ersten verfügbaren Operationsverstärker Anfang der 1950er Jahre. Operationsverstärker, zu der Zeit noch aufgebaut als Modul mit diskreten elektronischen Bauelementen und Elektronenröhren, stellten die Grundlage der damals aufkommenden elektronischen Analogrechner dar.
George A. Philbrick begann Ende der 1930er Jahre bei der Firma Foxboro Corp. mit der Entwicklung von analogen Regelschaltungen basierend auf Elektronenröhren, die er englisch process control simulation circuits bezeichnete. Nach dem Zweiten Weltkrieg im Jahr 1946 gründete er eine Firma unter der von seinen Namen abgeleiteten Bezeichnung George A. Philbrick Researches, Inc. (GAP/R) und brachte kurze Zeit später den ersten kommerziellen Operationsverstärker in Modulbauform K2-W zum Preis von 20 US-$ auf den Markt. Der K2-W bestand aus zwei handelsüblichen Trioden vom Typ 12AX7, das Modul benötigte eine vergleichsweise sehr hohe Versorgungsspannung von ±300 V und hatte eine Geradeausverstärkung von nur 15.000, entsprach aber in der wesentlichen Funktion heutigen Operationsverstärkern auf Halbleiterbasis. Für die Vermarktung und praktische Anwendung gab die Firma auch eine Reihe von Applikationsschriften für die damals neuartigen Operationsverstärker heraus.
Im Jahr 1966 verkaufte er seine Firma GAP/R an Teledyne. Er verstarb 1974 in einem Altersheim in Cape Cod, Massachusetts.

## Werke
- George A. Philbrick: Designing Industrial Controllers by Analog. In: Electronics. Band 21, Nr. 6, Juni 1948, S. 108–111 (philbrickarchive.org [PDF]).